# Bulletin du Comité de l'Afrique française
 (mars 2024).
Le Bulletin du Comité de l'Afrique française (ou BCAF) (nommé aussi L'Afrique française pendant une courte période en 1909) est un journal à parution mensuel crée en 1890, dont le premier numéro est paru en janvier 1891 et disparaît en 1939.
Ce journal parle de sujet coloniaux, c'est le pendant pour l'Afrique du Bulletin du Comité de l'Asie française (BCAsF).
Ce journal a été créé par le Comité de l'Afrique française.

## Historique

### Contexte de création
Ce journal est créé en 1890, au moment où les volontés colonialistes de la France se concentrent sur le Tchad (« course au Tchad »).
Cette initiative privée émerge car qu'il n'y a pas d'organisme public qui centralise les problématiques sur les colonies françaises africaines au moment de sa création. En effet, plusieurs ministères se partagent les compétences sur les territoires outre-mer, puisque le ministère des Colonies n'est créé qu'en mars 1894.
Il était à l'origine un supplément du Journal des débats.

### Disparition
Le journal disparaît avec la Seconde Guerre mondiale, sans avoir réussi à imposer ses thématiques à la population française.

## Positionnement
Ce journal traite des questions coloniales françaises. Ce journal est l'émanation d'une élite politique favorable à la colonisation française, le « parti colonial ».
Le journal ambitionne d'être un « excellent instrument de propagande et de vulgarisation [qui vise à] établir un lien entre tous les Français qui s’intéressent aux entreprises africaines ».

## Financement
Le journal vit des souscriptions, et propose de les utiliser comme réserve pour financer des expéditions en Afrique.

## Rédaction
Le directeur du comité est Harry Alis jusqu'en 1895. Successivement Henri de La Martinière, puis Auguste Terrier prennent le rôle de directeur.
Les membres actifs pour la rédaction du journal sont, Armand Templier, Frisch de Fels, Armand Gasnier, Auguste Gauvain, Raymond Koechlin.

## Tirage
Un an après sa création le journal est tiré à 4 000 exemplaires, ce qui est faible comparé aux buts affichés.

## Nom
Le « Bulletin du Comité l'Afrique française » se nomme ainsi de 1890 (date de sa création) jusqu'en 1939 (date de sa disparition). Il prend le nom de « L'Afrique française » uniquement pendant un court moment en 1909, avant de reprendre son ancien nom « Bulletin du Comité l'Afrique française ».